# Ecclesio
Ecclesio (V secolo – 27 luglio 532/533) è stato un vescovo italiano venerato come santo dalla Chiesa cattolica.

## Biografia
Ecclesio fu il ventitreesimo vescovo ravennate secondo i testi di Agnello Ravennate del IX secolo, e malgrado siano scarse le notizie sulla sua biografia, molto probabilmente era nato sul territorio, e considerato che il suo predecessore Aureliano era morto il 22 maggio 521, che il suo successore fu nominato nel febbraio del 533, e che la durata del suo vescovato secondo molti studi sarebbe stata di dieci anni, cinque mesi e sette giorni, è possibile identificarlo in un periodo che va dal 522 al 533.
Il prenome Caelius, con il quale viene citato, nel Liber pontificalis Ecclesiae Ravennatis al capitolo sessanta del Liber Pontificalis, seu Vitae Pontificum Ravennatum dell'Agnello, era d'uso tra i vescovi del periodo, per questo è rimasto di difficile interpretazione.
Viene citato per la prima volta, in un papiro, poi perso, del 23 novembre 523, come vescovo della città, e malgrado il periodo storico difficile, dopo la morte di Teodorico il Grande, che aveva probabilmente appoggiato la sua nomina a vescovo, con la nuova reggenza della più mite Amalasunta, riuscì a mantenere un equilibrio politico, e a riprendere un programma di edilizia sacra che era da molti anni ferma sul territorio.
Durante il periodo di Teodorico Ecclesio però assunse un ruolo importante. Il re ostrogoto aveva fatto uccidere i senatori Albino e Severino Boezio, con il conseguente obbligo della presenza nel 525 di papa Giovanni I a Costantinopoli, con l'incarico di convincere l’imperatore Giustino I a moderare le leggi antiariane, viaggio che vide Ecclesio e altri tre vescovi come suoi accompagnatori. Sicuramente fu inviato da Teodorico stesso diventando come viene indicato: gli occhi e le orecchie del re. Al ritorno da Costantinopoli il papa e i suoi consiglieri furono incarcerati del re ostrogoto che lasciò invece libero Ecclesio, gesto che non pone dubbi circa il suo incarico.
Con la morte del re Teodorico iniziò quindi la costruzione della grande chiesa di Santa Maria Maggiore della città sul suolo di proprietà della diocesi: "in sua proprietatis iura". Questo fu permesso grazie a un ricco contributo di Giuliano Argentario, banchiere che Ecclesio incontrò durante il suo viaggio a Costantinopoli. Continuò la costruzione della domus Tricoli (o Tricolle) che era stata iniziata dal vescovo Pietro II e che doveva accogliere i rappresentanti del clero ed essere sede degli incontri e delle riunioni ufficiali, dando poi inizio alla costruzione della grande basilica di San Vitale.
Anche per la costruzione della basilica di San Vitale risulta importante la presenza di un certo Giuliano anche in qualità di costruttore. La basilica ebbe, infatti, come riportato dall'Agnello, la committenza dell'Ecclesio e l'esecuzione del Giuliano con un costo documentato nel 548 dall'Agnello di 20.000 solidi. L'immagine del presule è stata immortalata nel mosaico absidale della Chiesa di Sant'Apollinare in Classe del 549. In quella raffigurazione il santo vescovo Ecclesio viene rappresentato con un testo dei Vangeli in mano e indossa il pallio arcivescovile. Fu inoltre inserito nel mosaico della basilica di San Vitale dove è raffigurato nell'atto di donare un edificio sacro. Entrambe queste raffigurazioni furono realizzate poco dopo la sua morte, sono quindi da considerare somiglianti.

Il santo fu rappresentato in altri due dipinti poi persi, negli affreschi di Santa Maria Maggiore da lui fondata e nella sala detta Tricoli infra episcopium..
Nel decennio del suo apostolato dovette affrontare una seria crisi del clero, anche e non sono chiari i diversi passaggi della controvarsia, sappiamo che tutto nacque dall'imposizione della disciplina clericale, nonché della suddivisione delle proprietà della chiesa, tra le diverse chiese. Non arrivando ad una soluzione della disputa i contraenti decisero di chiedere giudizio a Papa Felice IV che scrisse un constitutum con le regole che dovevano essere seguite da tutte e due le parti. Questo ci è tornato del capitolo 60 del Liber pontificalis Ecclesiae Ravennatis dell'Agnello, che riporta l'elenco dei rappresentanti le due parti in maniera molto dettagliata. 

Il testo di papa Felice IV confermò il potere al vescovo sulla disciplina da imporre al proprio clero di tutta la sua giurisdizione compresi gli ordini monastici cittadini, che a lui doveva giuramento di fedeltà, mentre i prelati dissidenti furono condannati per non aver adempiuto all'obbligo di obbedienza dovuta al loro pastore e per l'uso del loro tempo non idoneo al clero, amavano infatti dedicarsi ad attività come rappresentazioni teatrali e giochi: "quae res ita crudelis est, ut animas catholicorum pro sua execratione conturbet".
Non si conosce la data della sua morte ma si considera che fu sepolto nel prothesis della basilica di San Vitale per essere poi solo nel IX secolo riesumato e posto all'interno della basilica diventando nel 1581 altare della mensa fino al 1731 quando i resti furono rimossi e posti con quelli di sant' Ursicino nella tomba nella chiesa ravennate. Nel 1903 i resti furono nuovamente rimossi per essere posti nei locali nell'arcivescovado dove sono conservati.

## Opere
Del vescovo Ecclesio rimane un apografo risalente al IX secolo del manoscritto dei Vangeli copiato su commissione da Patrizio - personaggio non identificato - e conservato nella biblioteca di Stato di Berlino a Monaco di Baviera.